# Vòng loại Giải vô địch bóng đá thế giới 2014 – Khu vực châu Á (Vòng 5)
Các trận đấu thuộc vòng thứ năm của vòng loại Giải vô địch bóng đá thế giới 2014 khu vực châu Á diễn ra từ ngày 6 đến ngày 10 tháng 9 năm 2013.

## Thể thức
Hai đội đứng thứ ba của hai bảng đấu ở vòng 4 sẽ thi đấu loại với nhau trong hai trận play-off trên sân nhà và sân khách. Đội chiến thắng trong vòng đấu này sẽ giành quyền tham dự trận tranh vé vớt với đội xếp thứ năm của khu vực Nam Mỹ.

## Các đội tuyển giành quyền tham dự
- Đội đứng thứ 3 bảng A:  Uzbekistan
- Đội đứng thứ 3 bảng B:  Jordan

## Các trận đấu
Buổi bốc thăm thứ tự của cặp đấu được tổ chức tại Zurich, Thụy Sĩ vào ngày 19 tháng 3 năm 2013 trong cuộc họp của Ban tổ chức vòng chung kết FIFA World Cup. Trận lượt đi diễn ra vào ngày 6 tháng 9 năm 2013, và trận lượt về diễn ra vào ngày 10 tháng 9 năm 2013.
| Đội 1  | TTS         | Đội 2      | Lượt đi | Lượt về      |
| ------ | ----------- | ---------- | ------- | ------------ |
| Jordan | 2–2 (9–8 p) | Uzbekistan | 1–1     | 1–1 (s.h.p.) |

### Lượt đi
| Jordan       | 1–1      | Uzbekistan   |
| ------------ | -------- | ------------ |
| Al-Laham 30' | Chi tiết | Djeparov 35' |

### Lượt về
| Uzbekistan | 1–1 (s.h.p.) | Jordan |
| --- | ------------ | --- |
| Ismailov 5' | Chi tiết     | Murjan 42'                                                                                                 |
| Loạt sút luân lưu                                                                                               |              | |
| Ahmedov · Djeparov · Kapadze · Tukhtakhodjaev · Sergeev · Shorakhmedov · Denisov · Nagaev · Tursunov · Ismailov | 8–9          | Bani Yaseen · Al-Saify · Abdallah Deeb · Murjan · Hayel · Adous · Mustafa · Amer Deeb · Zahran · Al-Dmeiri |

Tổng tỷ số là 2–2. Jordan thắng Uzbekistan 9–8 trên loạt sút luân lưu.